# (100416) Syang
(100416) Syang es un asteroide que forma parte del cinturón interior de asteroides, descubierto el 2 de febrero de 1996 por David D. Balam desde el Observatorio Dominion, Columbia Británica, Canadá.

## Designación y nombre
Designado provisionalmente como 1996 CB. Fue nombrado Syang en honor astrónomo canadiense Stephenson Yang que es uno de los pioneros en la búsqueda de planetas a las estrellas cercanas de velocidades radiales precisas.

## Características orbitales
Syang está situado a una distancia media del Sol de 1,920 ua, pudiendo alejarse hasta 2,149 ua y acercarse hasta 1,690 ua. Su excentricidad es 0,119 y la inclinación orbital 17,31 grados. Emplea 971 días en completar una órbita alrededor del Sol.

## Características físicas
La magnitud absoluta de Syang es 16.